# Monestir de Tholing
El monestir de Tholing (en tibetà: མཐོ་ལྡིང་དགོན་པ; Wylie: mtho lding dgon pa; en xinès: 托林寺; en pinyin: tuōlín sì) és un monestir o gompa del budisme tibetà —branca tibetana del budisme vajrayana— situat a Tholing, prop de la frontera índia de Ladakh, al xian de Zanda, en un penya-segat del canó del Sutlej. Va ser construït l'any 997 d.C. per Yeshe Oe, el segon rei del regne de Guge. En tibetà Tholing significa «surant en el cel per sempre» i es reflecteix en la ubicació del monestir a una altitud de 3.800 m. El complex inclou tres temples, el temple Yeshe Oe, el Lhakhang Karpo i el Dukhang, i a l'interior es conserven frescos antics ben conservats.

## Història
El monestir és un dels primers temples construïts en l'inici de la «segona difusió» del budisme al Tibet. Va ser construït l'any 997 dC pel rei Yeshe Oe, que va propiciar buscar joves perquè es convertirien en noviciats del gompa. Amb aquest propòsit, va finançar el viatge d'en Rinchen Zangpo a Caixmir i l'Índia per estudiar i traduir; va ser un dels 21 joves monjos que viatjaren a Vikramshila Mahavihara, una institució especialitzada en el tantra, per a la seva formació. Només dos monjos, Richen Zangpo i Lekpai Sherap, van sobreviure a les condicions climàtiques severes, les mossegades de serp i malalties, i van poder tornar al Tibet.
El rei va convidar al mestre indi Atiśa que va passar tres anys en aquest monestir i amb el seu immens coneixement del budisme, va reviure el budisme a la zona. Va fundar la Kadampa a l'indret, i va adoptar mètodes molt austeres. Més tard, els seus deixebles van ser els qui van establir la Kagyu —base del Gelug— amb èmfasi en les tècniques de meditació físiques i mentals.

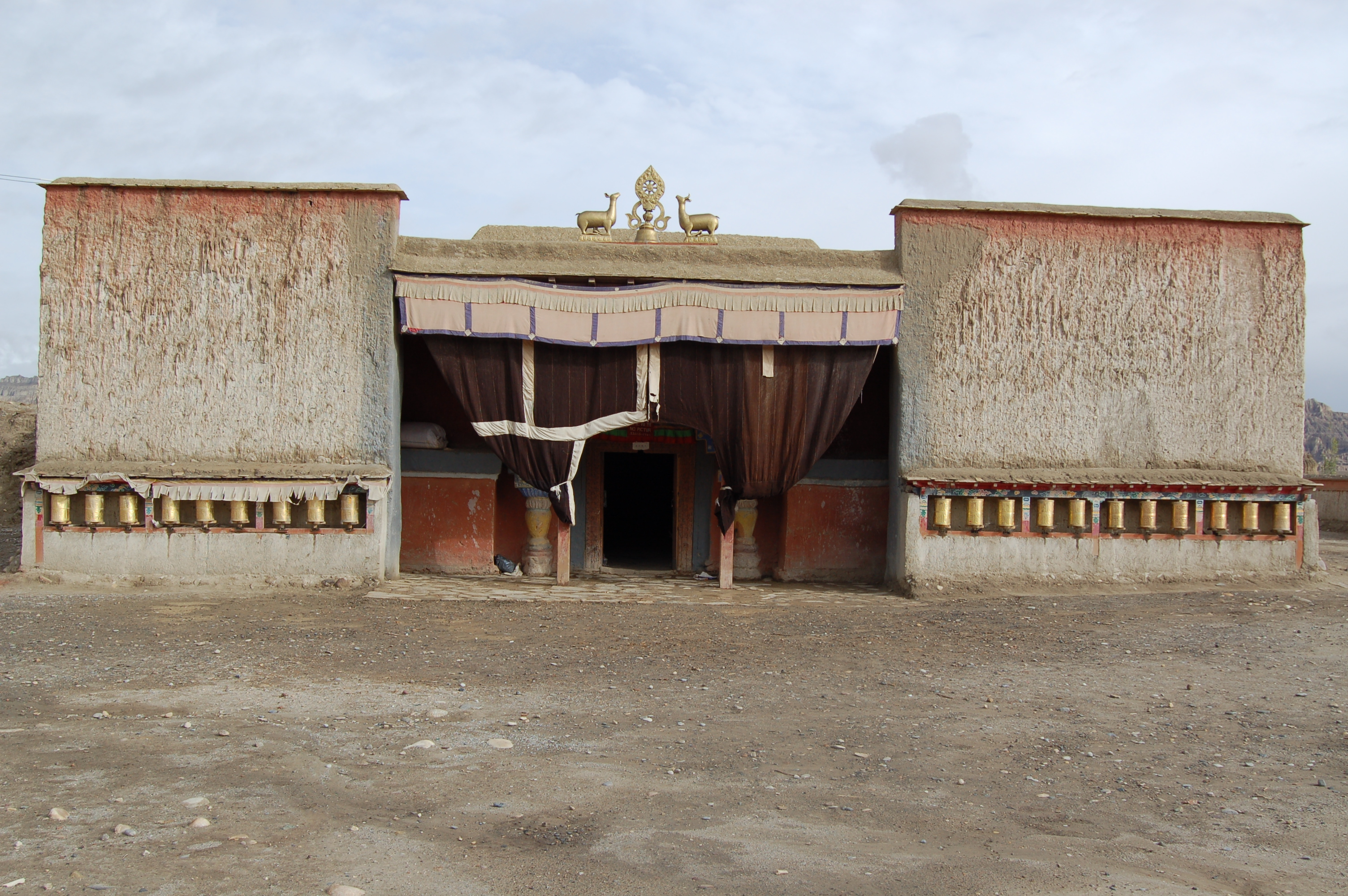
L'anomenat Temple Blanc

Tholing va esdevindre en un «portal al Tibet» per als estudiosos de l'Índia on viatjar i des d'on difondre les idees religioses-culturals del budisme. Patrocinat pel rei de Guge, aquest monestir budista va marcar l'evolució del budisme al Tibet ascètic, influenciat pels erudits budistes de l'Índia. En el seu temps, el monestir va ser el més influent a la regió i, la influència del regne de Guge, i el centre monàstic de Tholing va arribar a ser coneguda a l'Índia des de Caixmir fins a Assam.
El monestir es va donar a conèixer internacionalment després que el Lama Govinda, un monjo budista d'Alemanya, va fer-hi una visita el 1948 i va presentar les imatges, estàtues i pintures del monestir al món exterior. Durant els anys de la Revolució Cultural, dues capelles del segle xv van ser utilitzades per emmagatzemar gra. Totes dues presenten importants murals, però els de Lakkhang Karpo destaquen més encara. La resta dels temples i edificis van ser destruïts o abandonats i van caure en ruïnes, encara que es conserven moltes imatges i desenes de murals d'estil tibetà en bon estat.

## Arquitectura

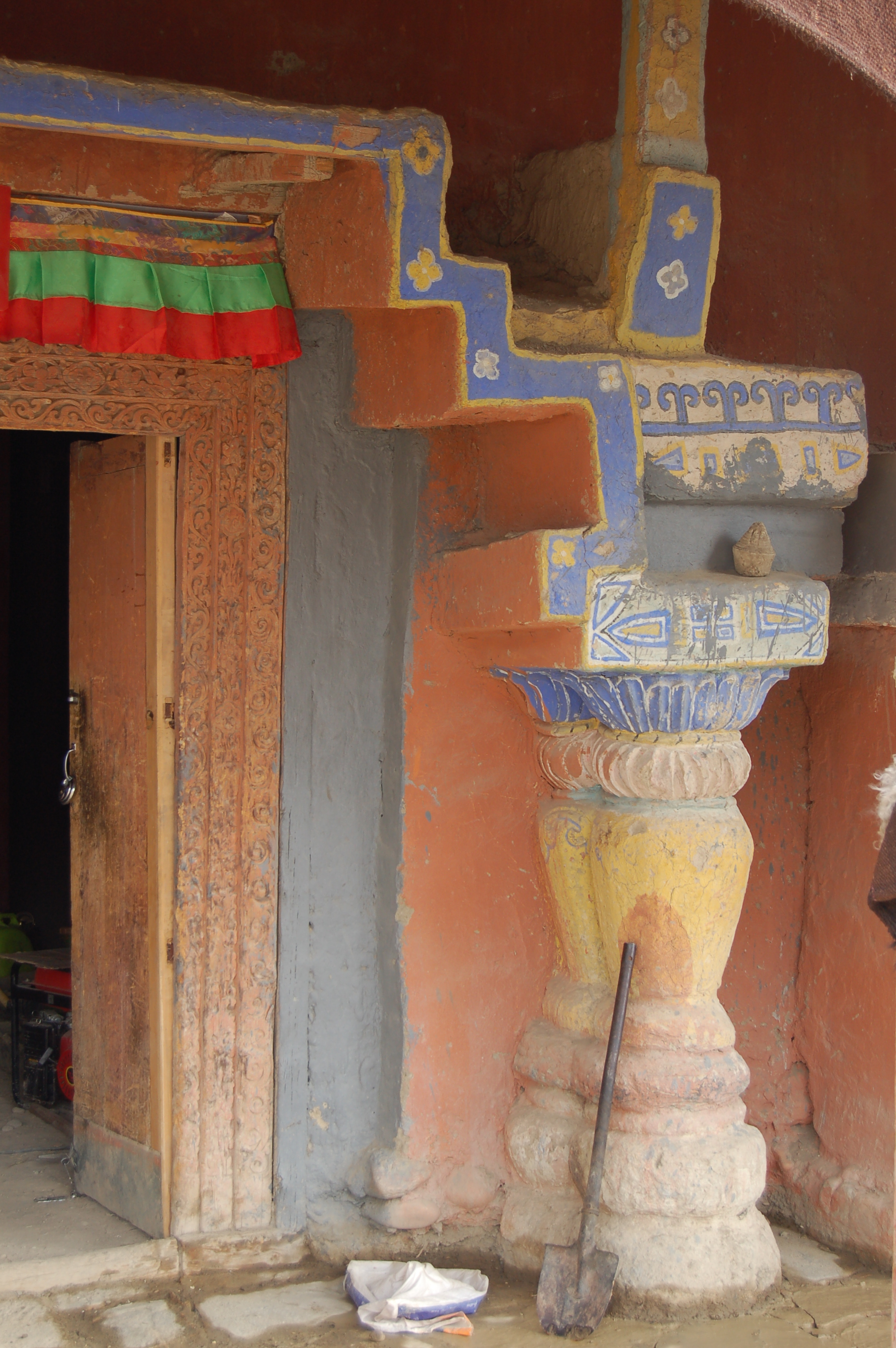
Detall de la porta d'entrada a un dels temples

El complex monàstic està format per varis edificis rectangulars que conformen un recinte emmurallat mirant cap a l'est. Fou construït amb maons de fang i el seu estil es va convertir en el precursor de temples similars construïts en el regne. Abans de la Revolució Cultural tenia sis capelles i s'hi troben pintures de retrats de Tsong Khappa, Sakya Panchen i molts altres monjos budistes que daten de segles XV i XVI.

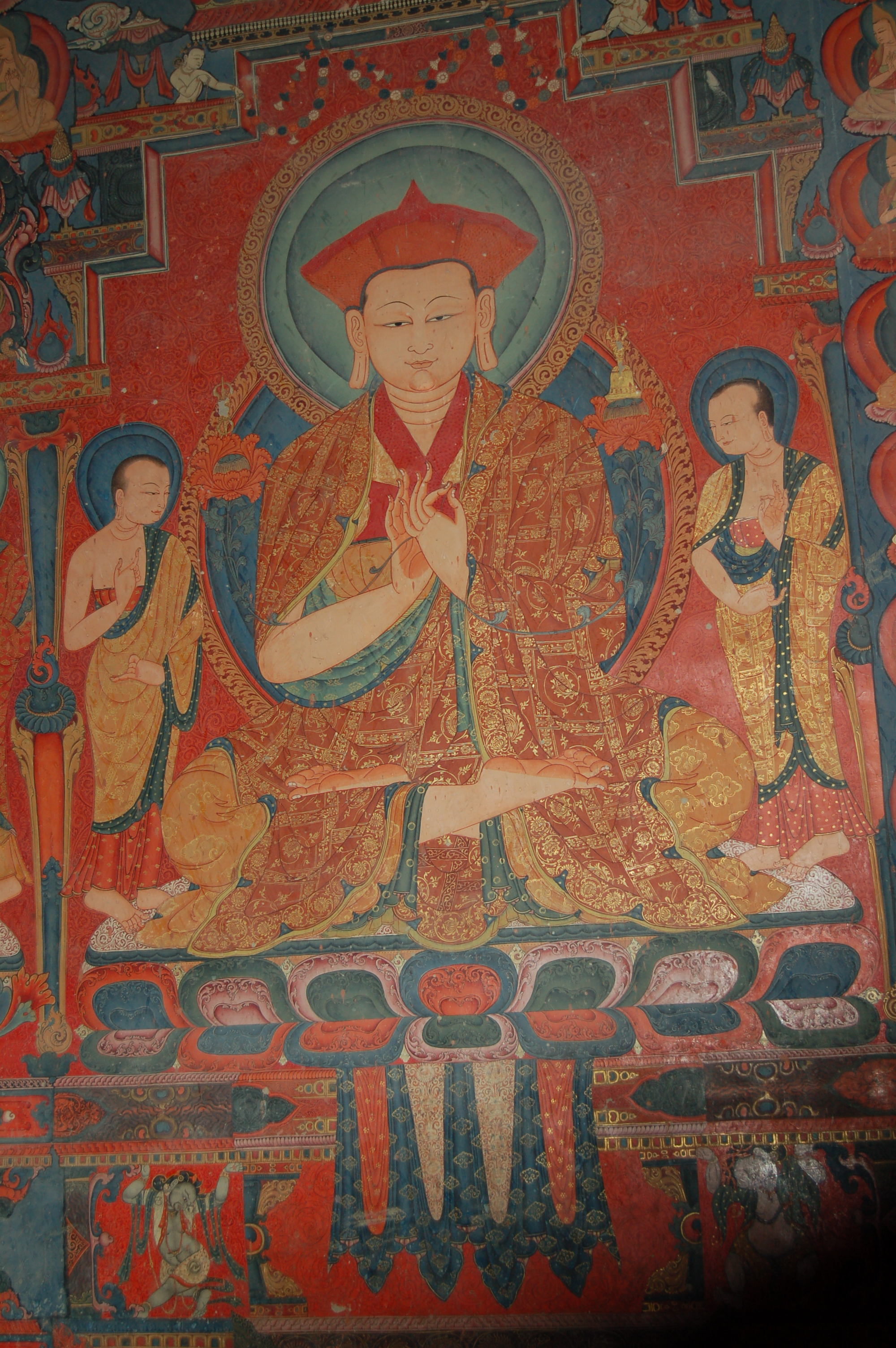
Pintura a la una de les capelles

D'entre els temples existents, destaca el Temple Yeshe Oe (temple Gyatsa o casa d'or), construït amb tova i amb torres molt treballades, de maons de fang vermell. Te forma d'un mandala amb diverses capelles; dues d'elles van sobreviure a la demolició durant la revolució i alberguen exquisits murals. També hi ha la sala d'un museu a la capella d'entrada.
El Dukhang —Saló d'Actes— és d'un sol pis i té pintures de Yeshe Oe i d'altres personatges importants com monjos Gelugpa i un lama, pintades amb considerable detall, en una postura asseguda, en aparença tranquil·la, i mostrant la roba i joieria de l'època. Aquestes pintures a les parets són considerades com un «excel·lent art mural» i es remunten als segles XV i XVI, presentant una fusió d'estils del Tibet, Caixmir i l'art del poble Newa del Nepal.
El Lhakhang Karpo —Capella Blanca— té el sostre molt alt amb pilars de fusta de cedre de l'Himàlaia i està pintat de vermell. El sòl és de llambordes mentre que el sostre està decorat amb dissenys geomètrics. Els murals, que daten dels segles XV i XVI, estan ben conservats, incloses les figures masculines de la dreta i les femenines de l'esquerra.